# Johannes Ertl
Johannes Ertl (Graz, Austria, 13 de noviembre de 1982) es un futbolista austríaco. Juega de defensa y su actual equipo es el Portsmouth FC de la Football League One de Inglaterra.

## Selección nacional
Ha sido internacional con la Selección de fútbol de Austria, ha jugado 7 partidos internacionales.

## Clubes
| Club              | País       | Año             |
| ----------------- | ---------- | --------------- |
| SC Kalzdorf       | Austria    | 2003-2004       |
| Sturm Graz        | Austria    | 2004-2006       |
| Austria Viena     | Austria    | 2006-2008       |
| Crystal Palace FC | Inglaterra | 2008-2010       |
| Sheffield United  | Inglaterra | 2010-2012       |
| Portsmouth FC     | Inglaterra | 2012 - Presente |

## Palmarés

### Campeonatos nacionales
| Título              | Club          | País    | Año  |
| ------------------- | ------------- | ------- | ---- |
| T-Mobile Bundesliga | Austria Viena | Austria | 2006 |
| Copa de Austria     | Austria Viena | Austria | 2006 |